# Литтл, Эмили
Эмили Литтл (родилась 29 марта 1994) — австралийская спортсменка по художественной гимнастике. Завоевала золотую медаль играх Содружества в 2010 году в составе женской сборной. Представляла Австралию на летних Олимпийских играх 2012 года.

## Биография
Литл, по прозвищу Em (красивая), родилась 29 марта 1994 года в Перте, Западная Австралия, где и продолжает проживать. Училась в школе City Beach Primary School, затем поступила в гимназию Churchlands Senior High School. Её рост 152 сантиметра (60 ″), а вес 52 килограмма (110 фунта).

## Художественная гимнастика

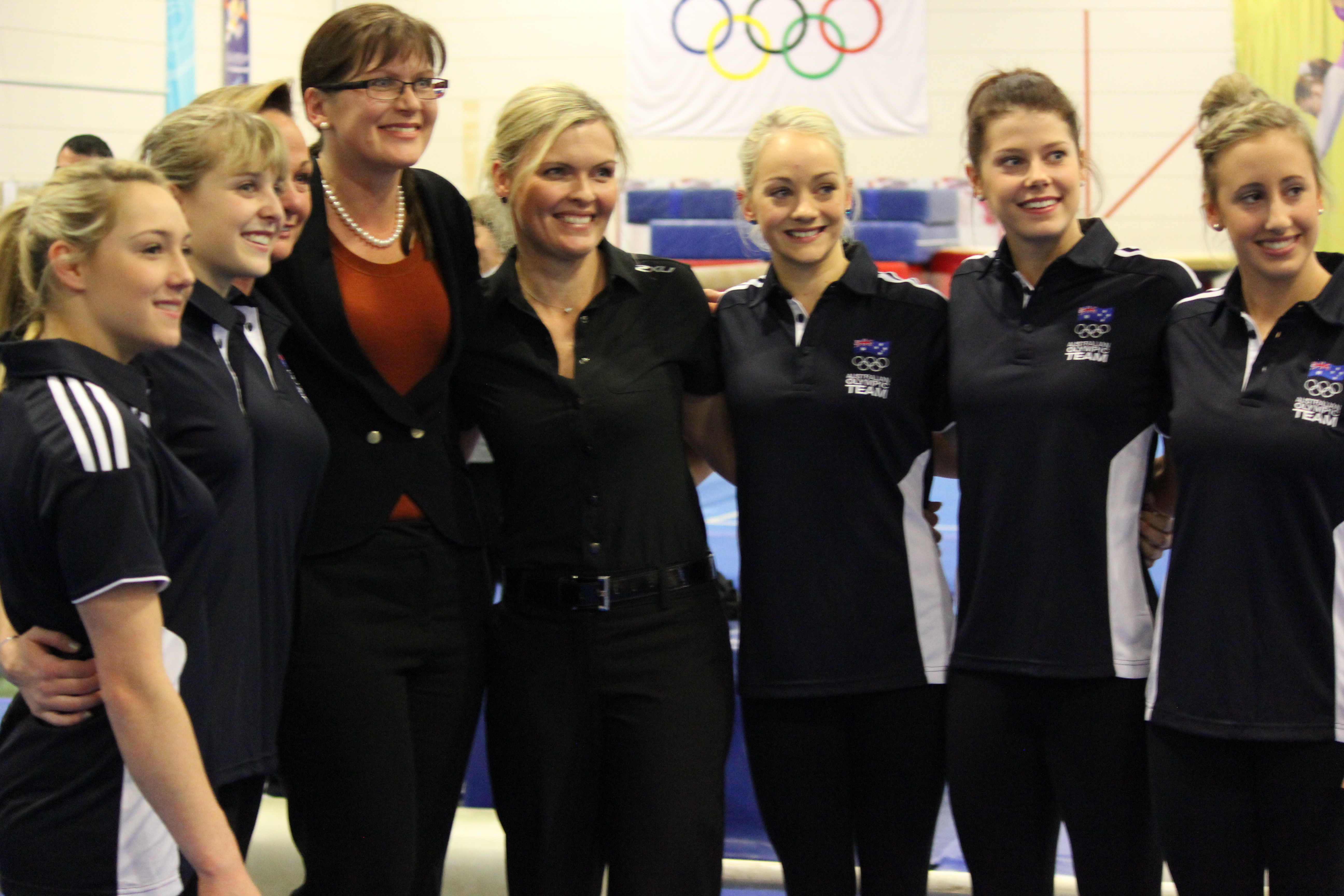
Литтл (крайняя слева) с Кейт Ланди и австралийской олимпийской командой

Литтл тренировалась в Западном Австралийском институте спорта и Австралийском институте спорта. Её тренеры с 2003 года — Мартин Джордж и Николай Лапшин.
Была четыре года членом австралийской национальной сборной команды. Завоевала золотую медаль на играх Содружества 2010 года в командном зачете и серебряную медаль в индивидуальных соревнованиях. В 2010 и 2011 годах на чемпионате мира по художественной гимнастике была членом австралийской команды, которая заняла шестое место.
На чемпионате Австралии по гимнастике в 2012 году в Сиднее заняла второе место в многоборье. Также завоевала пару серебряных медалей в вольных упражнениях и в опорном прыжке.
Представляла Австралию на летних Олимпийских играх 2012 года в женской спортивной гимнастике это были её дебютные игры.. В процессе её олимпийской подготовки, чтобы справиться с волнением на выступлениях, тренеры использовали вспышки света, стробоскопы, отвлекающие шумы.
В марте 2015 года выступала на Кубке Америки.
В мае 2015 года выступала на чемпионате Австралии по гимнастике, где была на втором месте в течение всего дня соревнований.